# Nu Colombia
L'equip Nu Colombia, anteriorment conegut com a EPM, és un equip de ciclisme colombià de categoria continental. Creat el 1999, ha anat combinant el professionalisme amb anys com amateur.

## Principals resultats
- Volta a La Rioja: Félix Cárdenas (2003)
- Volta a Colòmbia: Santiago Botero (2007), Giovanni Báez (2008), Óscar Sevilla (2013, 2014, 2015)
- Girobio: Cayetano Sarmiento (2009)
- Volta a Gravataí: Jaime Castañeda (2010)
- Volta a Guatemala: Giovanni Báez (2010), Ramiro Rincón (2012)
- Tour de Rio: Hérbert Gutiérrez (2003), Juan Pablo Suárez (2011), Óscar Sevilla (2013, 2014)
- Volta a la Independència Nacional: Robigzon Oyola (2015)

### A les grans voltes
- Giro d'Itàlia
  - 0 participacions
- Tour de França
  - 0 participacions
- Volta a Espanya
  - 0 participacions

## Classificacions UCI

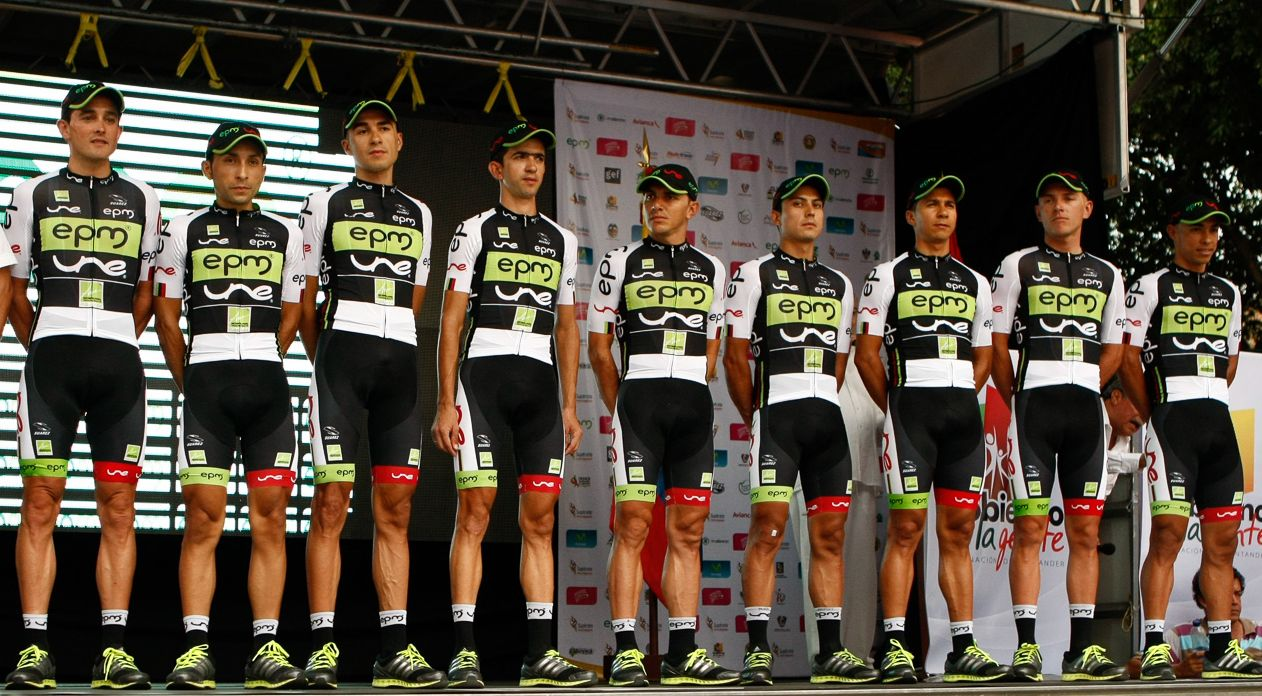
L'equip al 2014

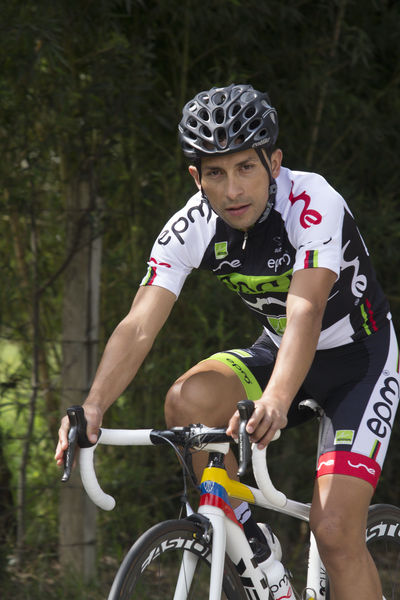
Walter Pedraza al 2014

Fins al 1998 els equips ciclistes es trobaven classificats dins l'UCI en una única categoria. El 1999 la classificació UCI per equips es dividí entre GSI, GSII i GSIII. D'acord amb aquesta classificació els Grups Esportius I són la primera categoria dels equips ciclistes professionals. La següent classificació estableix la posició de l'equip en finalitzar la temporada.
| Temporada | Classificació per equips | Millor ciclista en la classificació individual |
| --------- | ------------------------ | ---------------------------------------------- |
| 2001      | 1r (GSIII)               | Juan Diego Ramírez (352è)                      |
| 2003      | 20è (GSIII)              | Marlon Pérez (501è)                            |

L'equip participa en els Circuits continentals de ciclisme. La següent classificació estableix la posició de l'equip en finalitzar la temporada.
UCI Amèrica Tour
| Temporada | Classificació per equips | Millor ciclista en la classificació individual |
| --------- | ------------------------ | ---------------------------------------------- |
| 2007      | 10è                      | Santiago Botero (8è)                           |
| 2010      | 3r                       | Juan Pablo Suárez (18è)                        |
| 2011      | 1r                       | Juan Pablo Suárez (5è)                         |
| 2012      | 8è                       | Ramiro Rincón (29è)                            |
| 2013      | 5è                       | Óscar Sevilla (9è)                             |
| 2014      | -                        | Óscar Sevilla (2n)                             |
| 2015      | 5è                       | Óscar Sevilla (5è)                             |
| 2016      | 12è                      | John Anderson Rodríguez (93è)                  |
| 2017      | 31è                      | Juan Pablo Suárez (111è)                       |
| 2018      | 20è                      | Diego Ochoa (74è)                              |
| 2019      | 22è                      | Edwin Carvajal (190è)                          |
| 2020      | 10è                      | Freddy Montaña (58è)                           |

UCI Àsia Tour
| Temporada | Classificació per equips | Millor ciclista en la classificació individual |
| --------- | ------------------------ | ---------------------------------------------- |
| 2012      | 36è                      | Giovanni Báez (65è)                            |

UCI Europa Tour
| Temporada | Classificació per equips | Millor ciclista en la classificació individual |
| --------- | ------------------------ | ---------------------------------------------- |
| 2010      | 89è                      | Edward Beltrán (385è)                          |
| 2011      | 59è                      | Juan Pablo Suárez (124è)                       |
| 2012      | 94è                      | Giovanni Báez (437è)                           |
| 2015      | 135è                     | Óscar Sevilla (1.222è)                         |
| 2016      | 129è                     | John Anderson Rodríguez (1.259è)               |
| 2018      | 145è                     | Daniel Muñoz (2.079è)                          |